# Tonight again

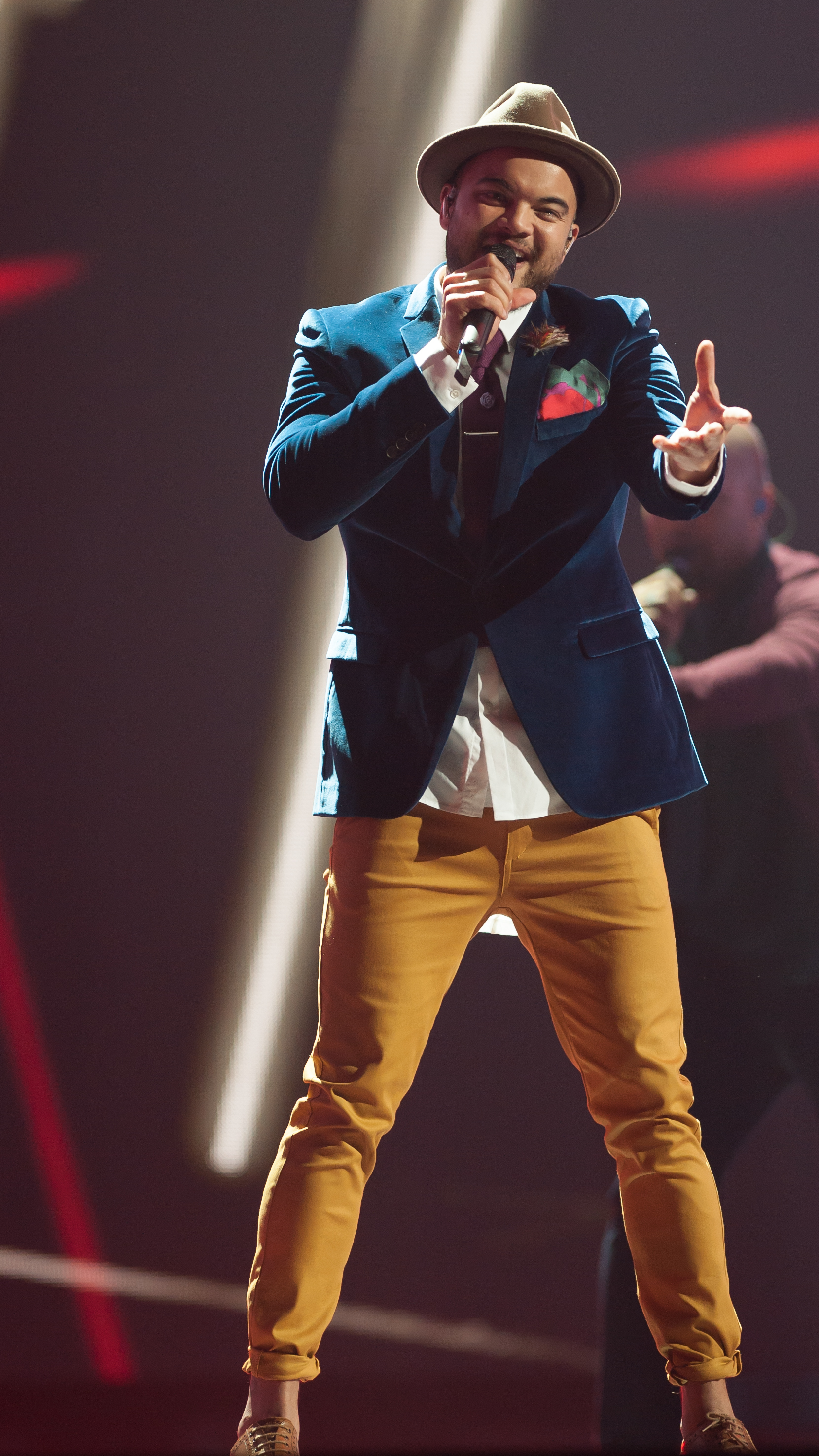
Guy Sebastian op het songfestival

Tonight Again (Nederlands: vanavond opnieuw) is een single van de Australische zanger Guy Sebastian.
Het was de Australische inzending voor het Eurovisiesongfestival 2015 in Wenen, Oostenrijk. Australië mag normaal gesproken nooit meedoen aan het Eurovisiesongfestival, maar kreeg een uitzondering voor de 60ste verjaardag van het festival. Het land was automatisch geplaatst voor de finale op 23 mei 2015 in Wenen. Tonight again was het eerste nummer dat door Australië ten gehore wordt gebracht op het Eurovisiesongfestival. Het haalde er de 5de plaats op 27 deelnemers.
Het nummer is geschreven door David Ryan Harris, Guy Sebastian en Louis Schoorl. In Nederland bereikte het de 71e plaats in de Single Top 100. In België kwam het niet verder dan de 28e plek in de tipparade van de Ultratop 50.